# Saccoloma membranaceum
Saccoloma membranaceum är en ormbunkeart som beskrevs av John T. Mickel. Saccoloma membranaceum ingår i släktet Saccoloma och familjen Saccolomataceae. Inga underarter finns listade.